# Vincent Hancock

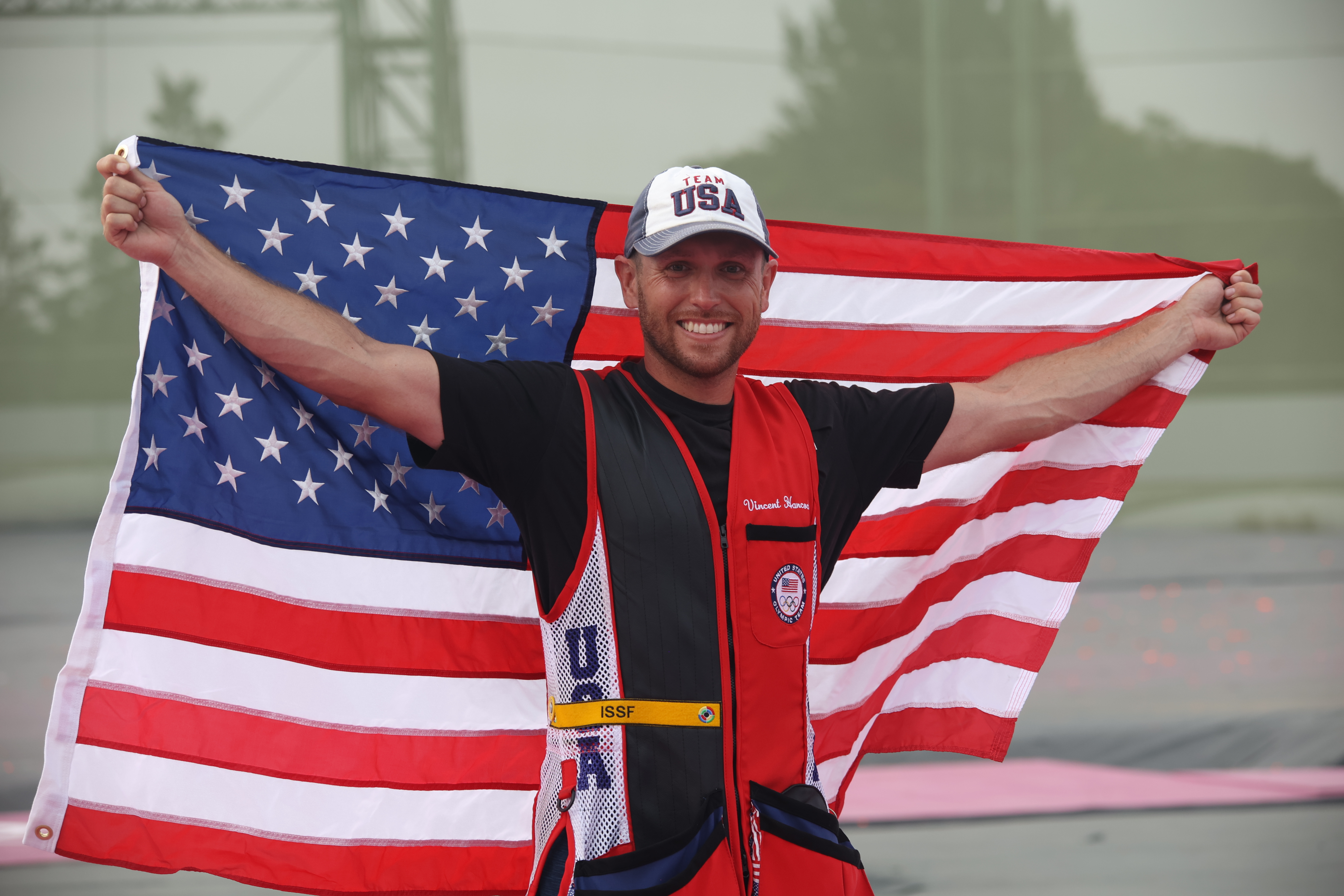
Vincent Hancock (2021)

Vincent Hancock (* 19. März 1989 in Port Charlotte, Florida) ist ein US-amerikanischer Sportschütze. Er wohnt in Columbus, Georgia und war Sergeant bei der United States Army.
Bei den Olympischen Sommerspielen 2008, 2012, 2020 und 2024 gewann er die Goldmedaille im Skeet der Männer. Zudem gewann er 2024 in Paris zusätzlich Silber im Mixed.
Bereits mit 16 Jahren wurde Vincent im Jahre 2005 Weltmeister in dieser Disziplin. Zudem hält er seit dem Weltcup 2007 den Weltrekord mit 150 Punkten, den er sich seit 2008 mit dem Norweger Tore Brovold teilt. Ebenfalls 2007 gewann er Gold bei den Panamerikanischen Spielen. Beim Olympiatest 2008, dem Weltcup in Peking belegte Hancock den vierten Platz.